# Villa de El Carmen Tequexquitla
Villa de El Carmen Tequexquitla är en ort i Mexiko.   Den ligger i kommunen El Carmen Tequexquitla och delstaten Tlaxcala, i den sydöstra delen av landet, 150 km öster om huvudstaden Mexico City. Villa de El Carmen Tequexquitla ligger 2 377 meter över havet och antalet invånare är 14 249.
Terrängen runt Villa de El Carmen Tequexquitla är platt åt sydost, men åt nordväst är den kuperad. Runt Villa de El Carmen Tequexquitla är det ganska tätbefolkat, med 239 invånare per kvadratkilometer. Villa de El Carmen Tequexquitla är det största samhället i trakten. Omgivningarna runt Villa de El Carmen Tequexquitla är en mosaik av jordbruksmark och naturlig växtlighet.